# Ein Gedi
Ein Gedi, ook En Gedi (Hebreeuws: עין גדי - bron van het geitje) is een oase in het Israëlische gedeelte van de Judeawoestijn, aan de westkust van de Dode Zee. In de oase is een kibboets met dezelfde naam gevestigd. Ten noorden van de kibboets liggen een natuurreservaat met riviertjes en een nationaal park met oudheden. Ten oosten van de kibboets liggen Dode-Zeestranden, een camping en een kuuroord.

## Natuurreservaat
Het natuurpark, ten noorden van de kibboets en verder landinwaarts, heeft een rijke flora en fauna, rotsen en watervallen. In het gebied komen geiten en klipdassen voor. Liefhebbers van vogels kunnen er vele vogelsoorten bezichtigen. In het gebied leeft ook het laatste wilde luipaard van Israël, overigens wel voorzien van een zendertje om zijn nek zodat na te gaan is waar het dier zich ophoudt. Twee riviertjes, de Nahal David en Nahal Aroegot, lopen door groene valleien die een sterk contrast leveren met het dorre woestijnlandschap in de omgeving. In het ravijn bevinden zich een aantal bronnen, waaronder de bron van David, en enkele watervallen met daarbij kleine meertjes die verkoeling bieden op een hete dag in de woestijn. De rivierbeddingen lopen uit in de Dode Zee, maar het water wordt afgetapt alvorens het de Dode Zee bereikt voor gebruik door de kibboets, het toerisme en de dadelbomenplanterij in de vallei. Alleen bij zeldzame regenbuien stromen de riviertjes tot aan de binnenzee.

## Nationaal park en geschiedenis
Behalve wegens natuur en landschap, is de plek ook uit archeologisch oogpunt interessant. Ein Gedi wordt al in Tenach en dus de Bijbel vermeld. Het maakte deel uit van het grondgebied van Juda. Toen koning David vluchtte voor koning Saul, zou hij zich hebben schuilgehouden in de rotsen bij Ein Gedi.
Mogelijk hebben er in de eerste eeuw ook Essenen gewoond in en bij Ein Gedi. De opgraving van enkele hutten en een ritueel bad bij een bron wijzen in die richting. Dit wordt ondersteund door beschrijvingen van Plinius de Oudere.
Bezienswaardigheden in en nabij het natuurpark zijn een oud Romeins en een Israëlitisch fort, een Chalcolitische tempel, een watermolen bij de Ein Gedibron, de Dodiumgrot en een ravijn bij de bron van David. Ook is er een synagoge uit Byzantijnse tijd opgegraven met een bijzondere mozaïekvloer. Hoewel het origineel naar het Israëlmuseum gebracht is, is in situ een nauwgezette kopie te bezichtigen. In deze vloer bevinden zich kleurige afbeeldingen van Bijbelse dieren. Tevens zijn er teksten in het Hebreeuws en Aramees in opgenomen. De meeste oudheden vallen onder het nationaal park Ein Gedi.

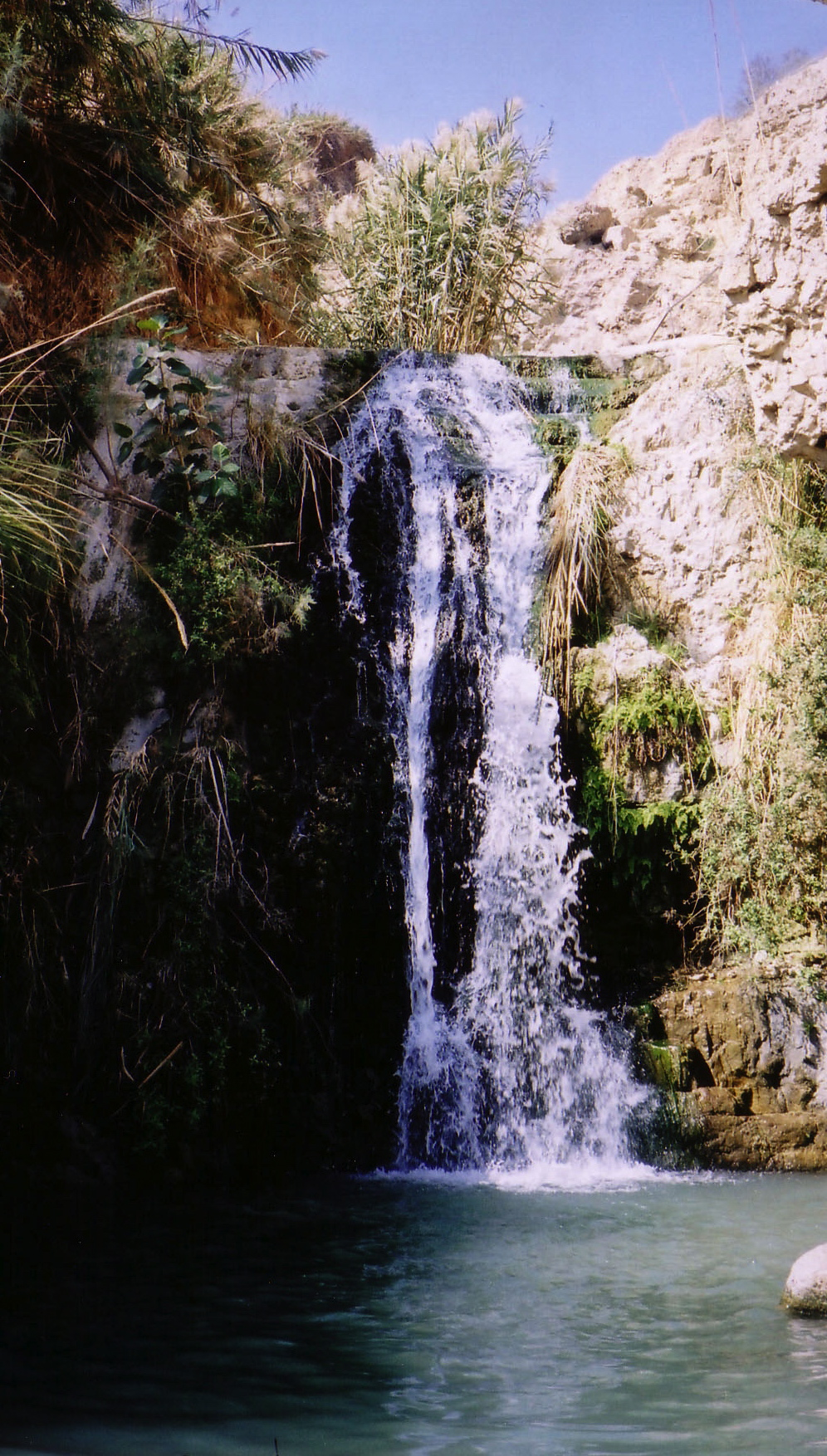
De David-waterval
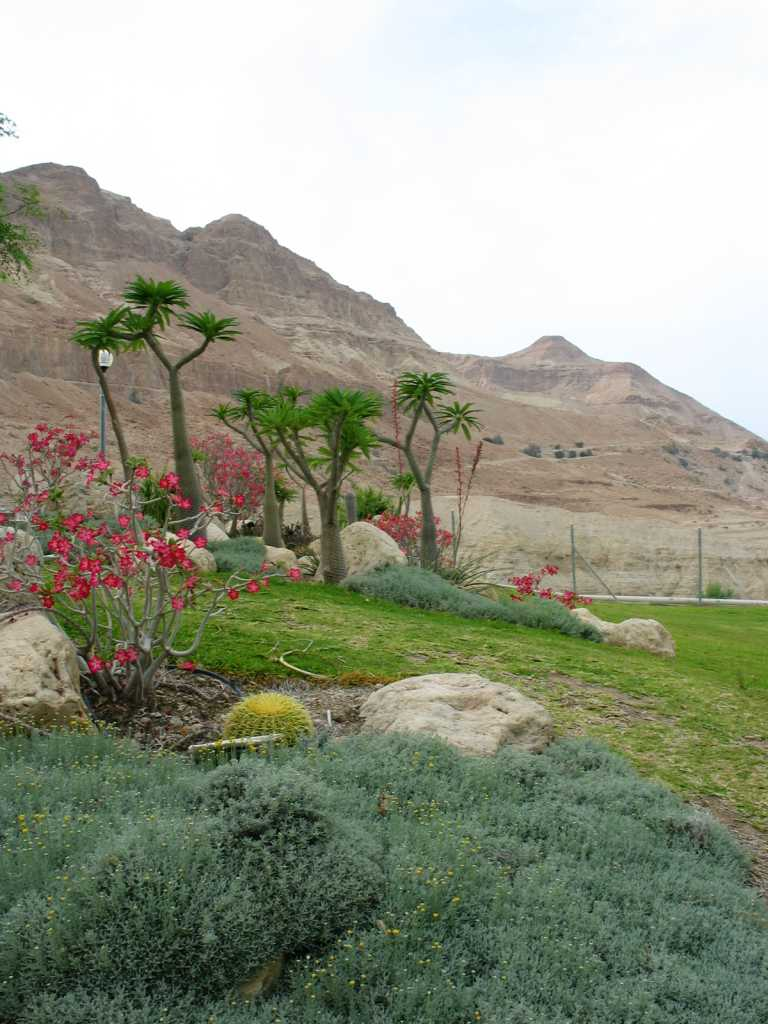
Botanische tuinen in de kibboets
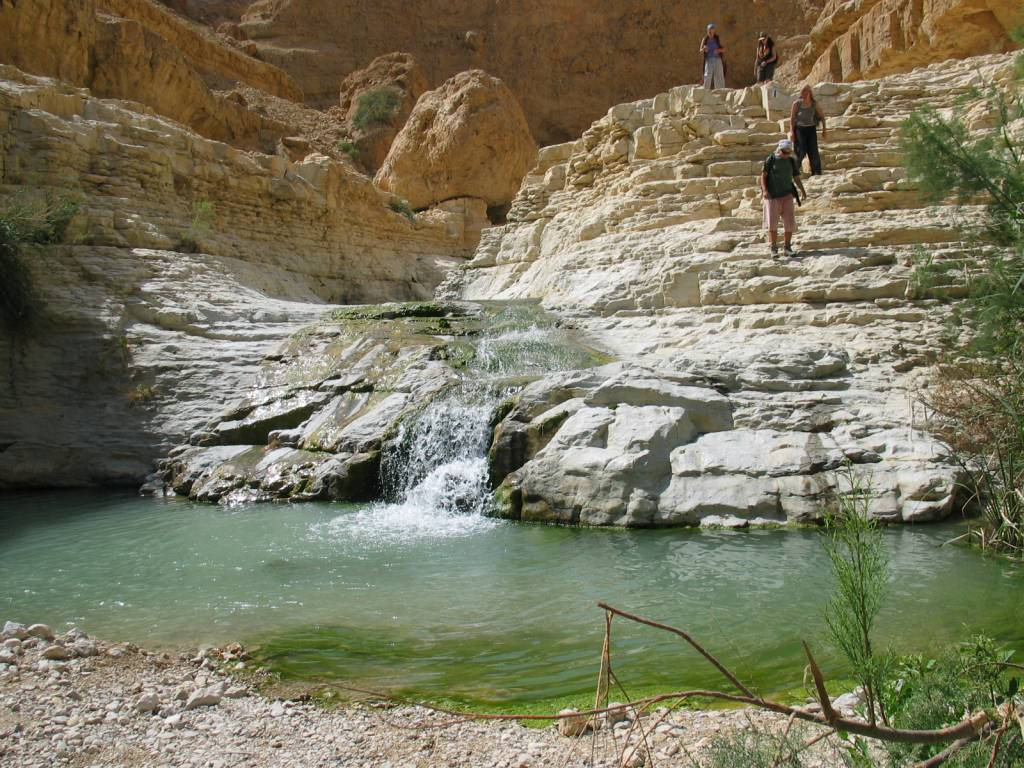
Nahal Arugot
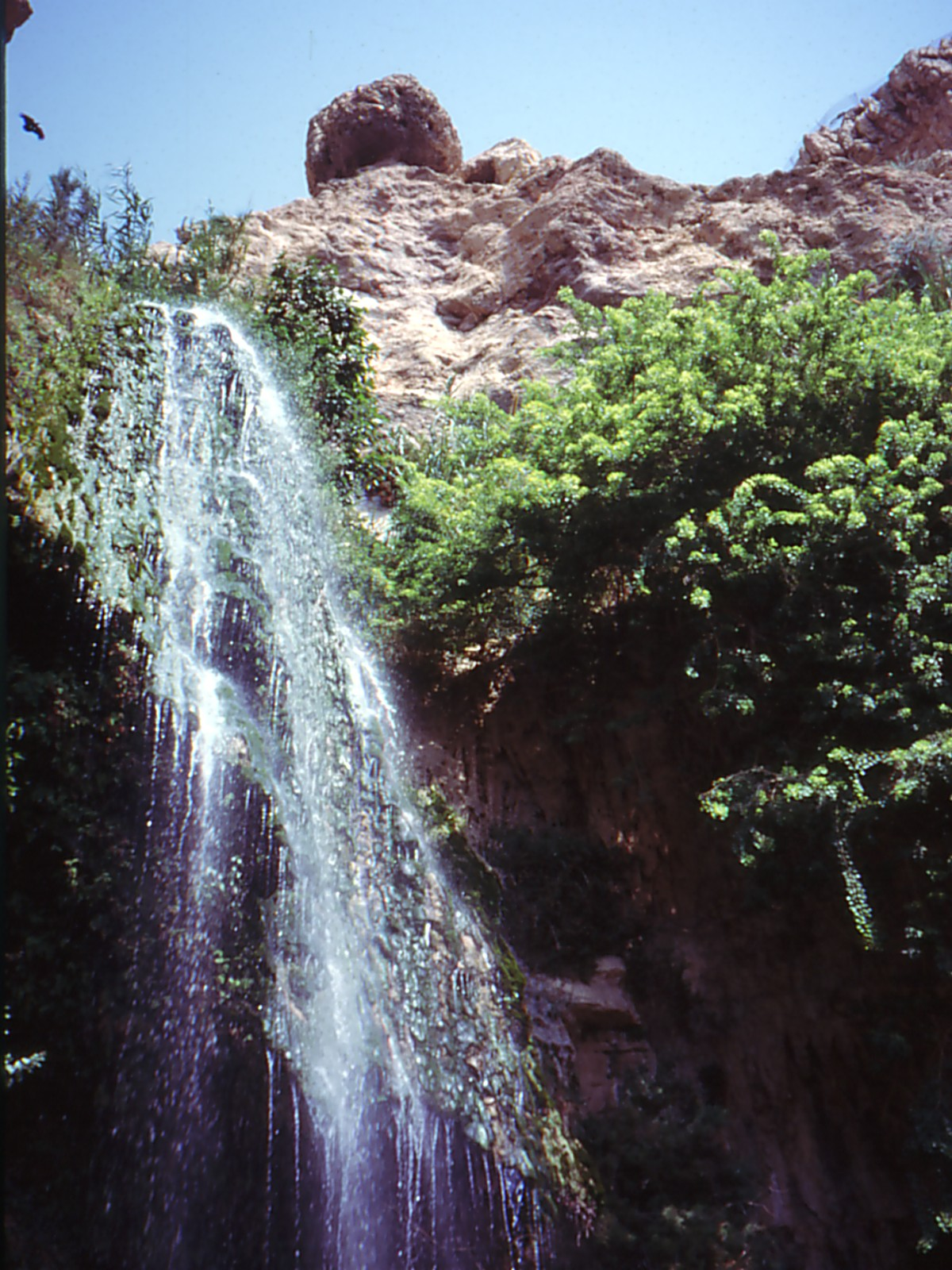
Shulamit-waterval

## Kibboets Ein Gedi
Kibboets Ein Gedi bevindt zich op ongeveer 400 meter beneden zeeniveau. Hoewel gelegen op een heuvel ten westen van het strand, is het een van de laagst gelegen nederzettingen ter wereld. De kibboets heeft ongeveer 650 inwoners, waarvan 240 leden. In de kibboets is een gasthuis (een soort hotel) te vinden. Een busje verbindt de kibboets met de attracties elders in de oase.

## Strand, camping en kuuroord
Aan het strand smeren mensen zich vaak met modder in omdat dit een heilzame werking op de huid heeft. Doordat het water van de Dode Zee een zeer hoog zoutgehalte heeft, blijft men op het water drijven, wat veel mensen er dan ook graag doen. Vanaf het strand zijn de overkant van de Dode Zee en de Jordaanse bergen van Moab zeer duidelijk te zien. Naast het strand liggen een camping (met eigen strand), en verderop een kuurbadencomplex met onder andere zwavelbaden. Vanaf het kuurbadencomplex rijdt een tractortreintje heen en weer naar de zich steeds verder terugtrekkende dode zeekust.

## Andere attracties
Een bezoek aan Ein Gedi kan worden gecombineerd met een bezoek aan de ruïnes
van Massada, dat wat zuidelijker aan de Dode Zee ligt, een bezoek aan de Dode Zeewerken in Sodom, of aan het noordelijker gelegen nationaal park van Qumran, dat bekend is geworden omdat in nabijgelegen grotten de Dode Zeerollen zijn gevonden. (Oorspronkelijk werd ook verband gelegd tussen de opgegraven stad en de grotten, maar volgens recenter onderzoek schijnt er geen verband te zijn.)